# گرسن (داکوتای شمالی)
گرسن(به انگلیسی: Garrison) شهری در ایالت داکوتای شمالی کشور ایالات متحده آمریکا است که جمعیت آن در سرشماری سال ۲۰۱۰ میلادی، ۱٬۴۵۳ نفر بوده‌است.